# Riveo

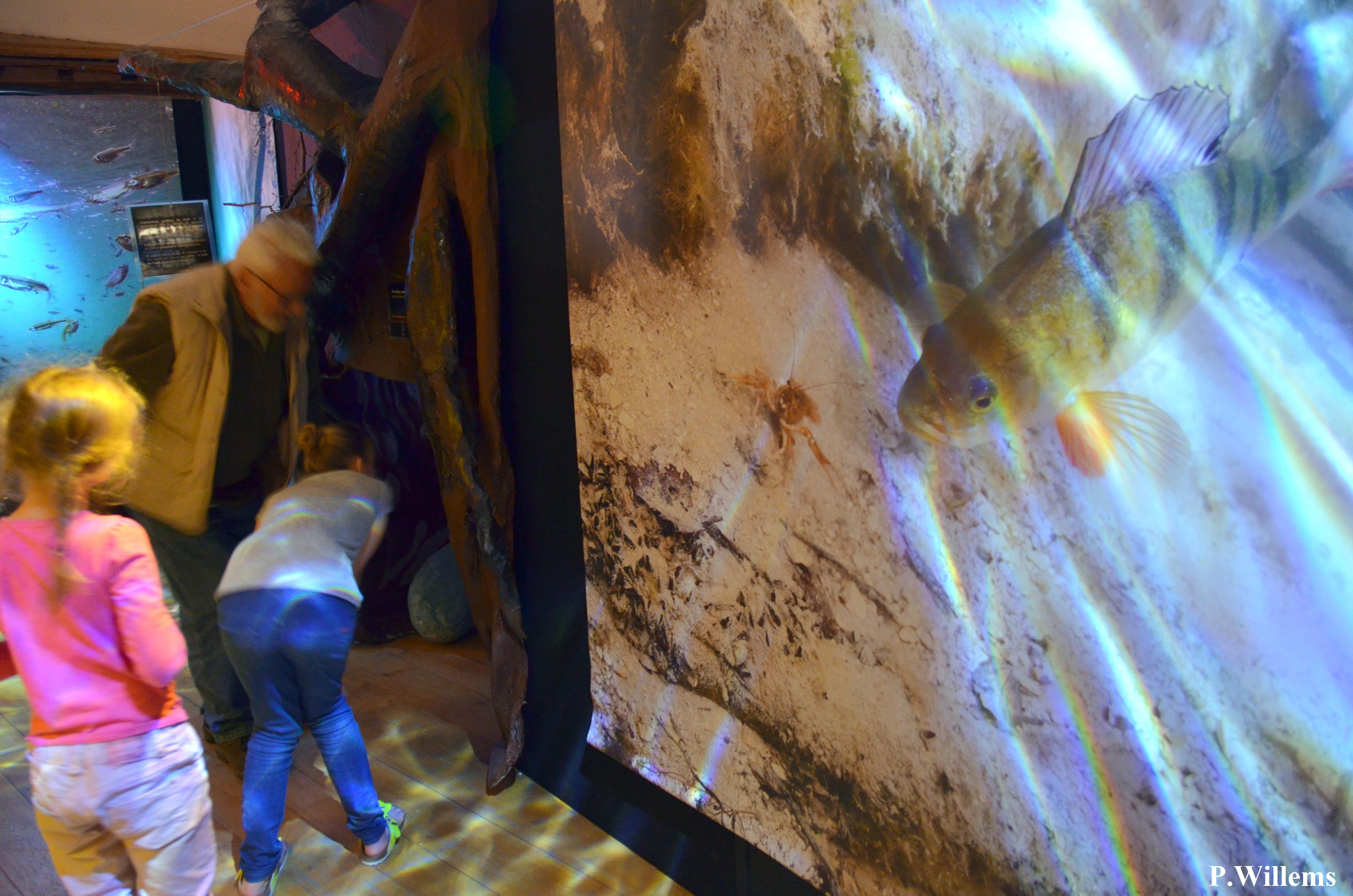
Exposition

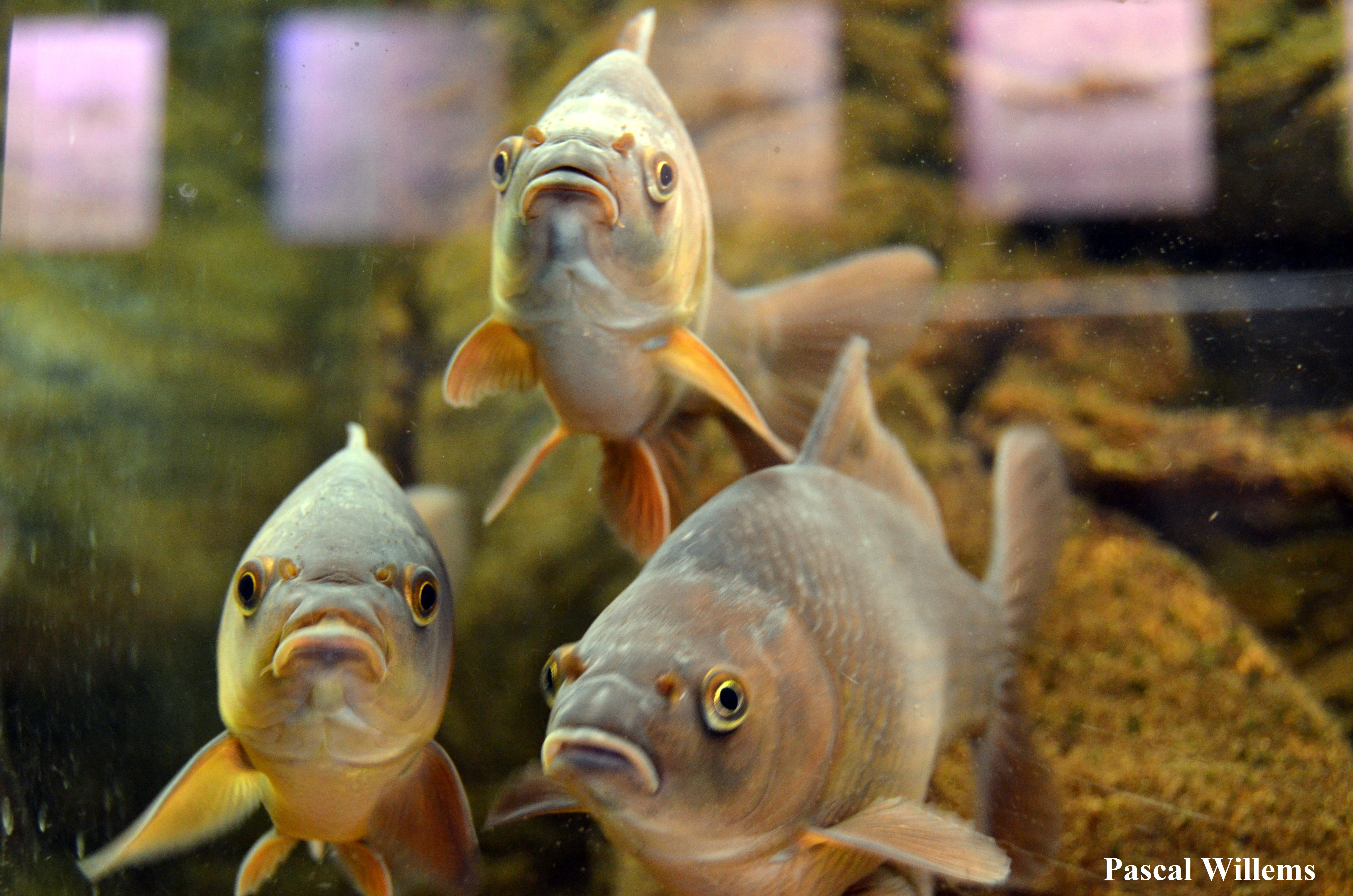
Aquarium

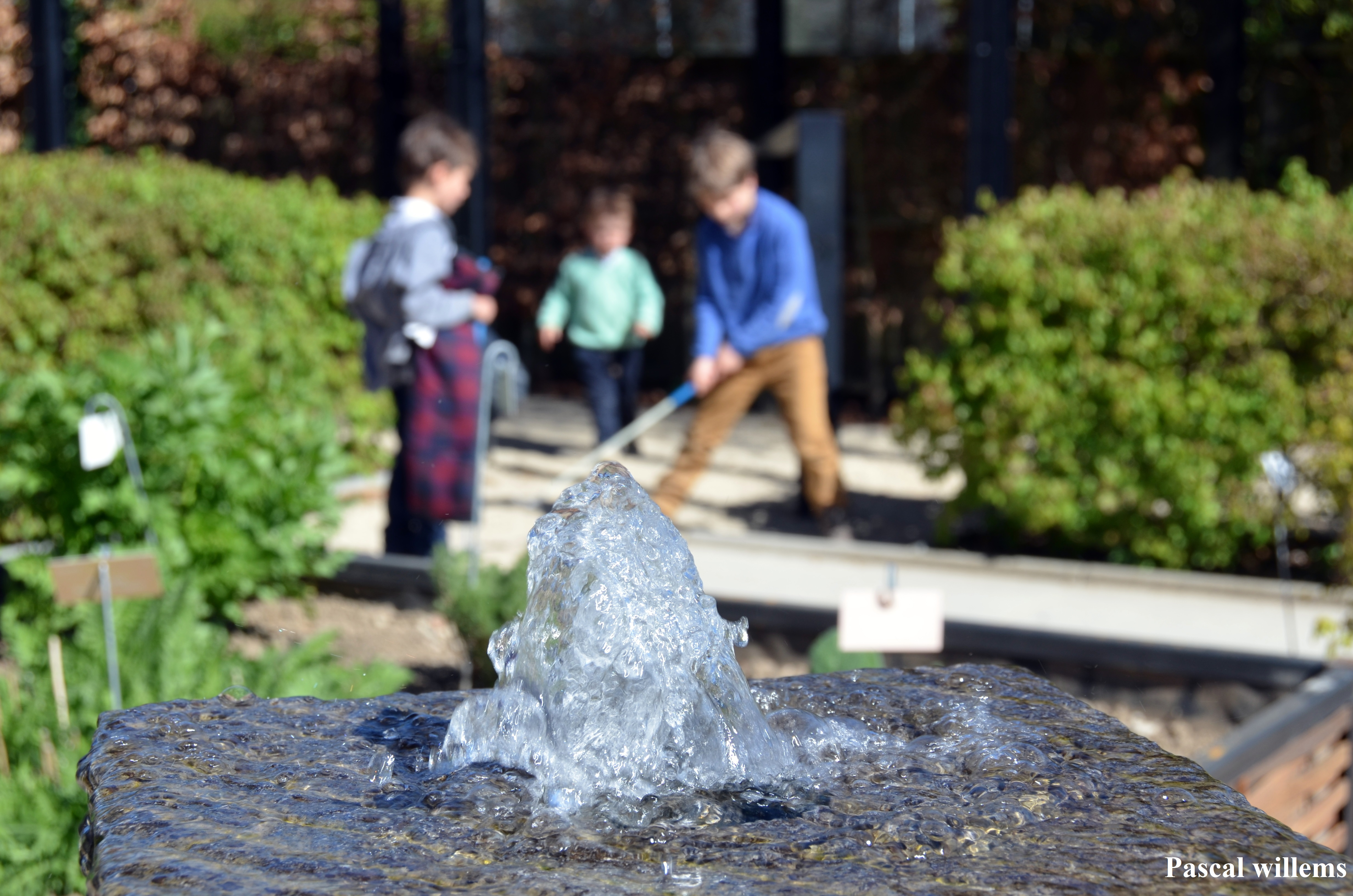
Mini-golf

Riveo est un centre d'interprétation sur le thème de la rivière situé à Hotton en Belgique, existant depuis avril 2007.

## Historique
En 1996, un projet de sensibilisation de la population d’Hotton à la richesse de l’Ourthe est lancé par des passionnés de la nature.
En 2004, avec l’aide de l’Europe, plusieurs acteurs régionaux créent une cellule « centre d’interprétation de la rivière »  au sein du syndicat d'initiative de Hotton. En mars 2007, le centre d’interprétation prend son indépendance. En 2010, le centre d’interprétation prend le nom de RIVEO (les rives et l’eau).
Riveo accueille une moyenne de 13 000 visiteurs par an.[réf. nécessaire]

## Description
Riveo comprend des aquariums et expositions thématiques centrées sur la rivière et sa faune, ainsi que des activités liées à la pêche et au divertissement (mini-golf).